# Přebor Jihomoravského kraje 2012/2013
V soubojích 53. ročníku Přeboru Jihomoravského kraje 2012/13 (jedna ze skupin 5. fotbalové ligy) se utkalo 16 týmů každý s každým dvoukolovým systémem podzim–jaro. Tento ročník začal v sobotu 11. srpna 2012 úvodními šesti zápasy 1. kola a skončil v neděli 23. června 2013 zbývajícími dvěma utkáními 29. kola (kompletní 30. kolo bylo předehráno již ve středu 8. května 2013).

## Nové týmy v sezoně 2012/13
- Z Divize D 2011/12 sestoupilo do Jihomoravského krajského přeboru mužstvo FC Sparta Brno.
- Ze skupin I. A třídy Jihomoravského kraje 2011/12 postoupila mužstva FK SK Bosonohy (vítěz skupiny A) a FK Mutěnice (vítěz skupiny B).[3]

## Nejlepší střelec
Nejlepším střelcem ročníku se stal Petr Kasala z Bzence, který vstřelil 27 branek.

## Konečná tabulka
Zdroj: 
| Poř. | Tým                     | Z  | V  | R | P  | VG | OG | B  |
| ---- | ----------------------- | -- | -- | - | -- | -- | -- | -- |
| 1.   | FK Blansko              | 30 | 20 | 4 | 6  | 68 | 25 | 64 |
| 2.   | FC Sparta Brno (S)      | 30 | 19 | 3 | 8  | 66 | 36 | 60 |
| 3.   | FK Mutěnice (N)         | 30 | 17 | 5 | 8  | 72 | 39 | 56 |
| 4.   | TJ Framoz Rousínov      | 30 | 15 | 7 | 8  | 68 | 45 | 52 |
| 5.   | TJ Sokol Novosedly      | 30 | 15 | 4 | 11 | 50 | 50 | 49 |
| 6.   | FC Moravský Krumlov     | 30 | 14 | 5 | 11 | 47 | 46 | 47 |
| 7.   | SK Olympia Ráječko      | 30 | 14 | 4 | 12 | 51 | 50 | 46 |
| 8.   | TJ Slovan Bzenec        | 30 | 13 | 4 | 13 | 67 | 57 | 43 |
| 9.   | FC Kuřim                | 30 | 12 | 3 | 15 | 51 | 59 | 39 |
| 10.  | FK Inzert Expres Znojmo | 30 | 11 | 5 | 14 | 50 | 63 | 38 |
| 11.  | FK SK Bosonohy (N)      | 30 | 10 | 8 | 12 | 41 | 54 | 38 |
| 12.  | FC Ivančice             | 30 | 10 | 8 | 12 | 47 | 47 | 38 |
| 13.  | FC Kyjov 1919           | 30 | 9  | 7 | 14 | 35 | 49 | 34 |
| 14.  | RAFK Rajhrad            | 30 | 9  | 4 | 17 | 47 | 74 | 31 |
| 15.  | FC Boskovice            | 30 | 7  | 4 | 19 | 40 | 71 | 25 |
| 16.  | TJ Slavoj Podivín       | 30 | 4  | 7 | 19 | 31 | 66 | 19 |

Poznámky:
- Z = Odehrané zápasy; V = Vítězství; R = Remízy; P = Prohry; VG = Vstřelené góly; OG = Obdržené góly; B = Body; (S) = Mužstvo sestoupivší z vyšší soutěže; (N) = Mužstvo postoupivší z nižší soutěže (nováček)
- O pořadí na 10. až 12. místě rozhodla minitabulka vzájemných zápasů (IE Znojmo 10 bodů, Bosonohy 4 body, Ivančice 2 body).[3]

|  | Postup do Divize D 2013/14                                |
|  | Sestup do I. A třídy Jihomoravského kraje – sk. A 2013/14 |
|  | Sestup do I. A třídy Jihomoravského kraje – sk. B 2013/14 |